# أليكس سميث (لاعب اللاكروس)
أليكس سميث (بالإنجليزية: Alex Smith)‏ هو لاعب اللاكروس أمريكي، ولد في 8 أغسطس 1984 في تيمونيوم في الولايات المتحدة.